# تجربة أوبيرا

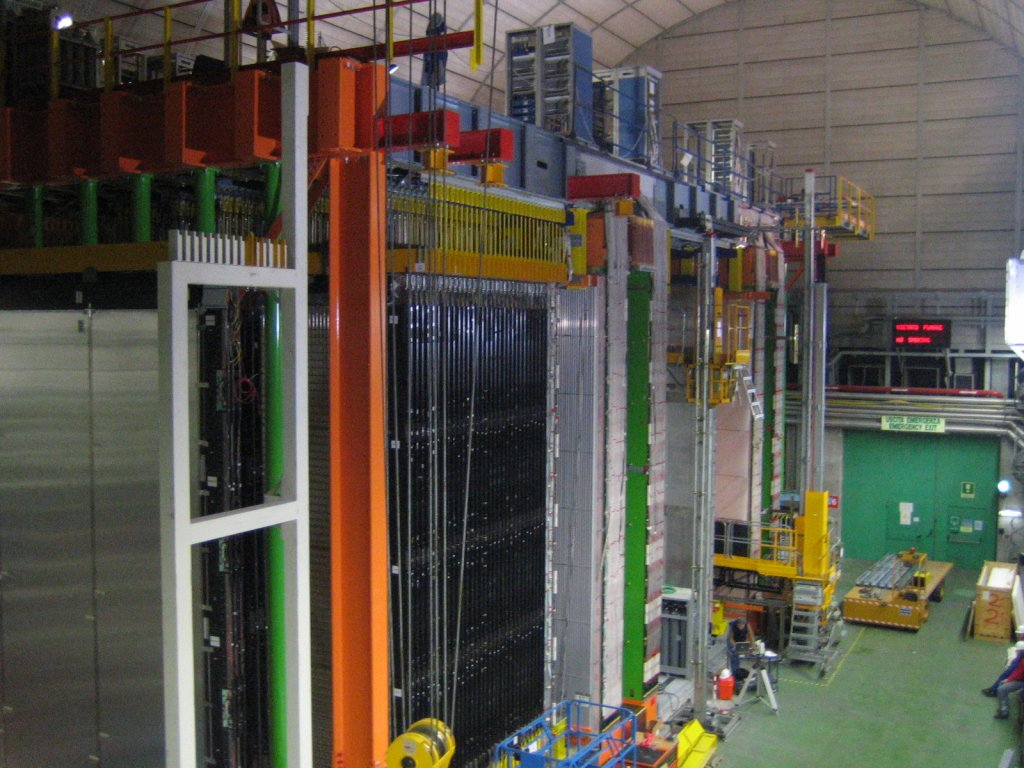
كاشف أوبيرا

 مشروع التذبذب بواسطة جهاز التتبع الهلامي  ( أوبيرا ) Oscillation Project with Emulsion-tRacking Apparatus (OPERA) هي تجربة لاستكشاف تاو نيترينو عندما ينتج من نيوترينو ميوني. يزاول نيوترينو الميوون تذبذبات أثناء مساره ويتحول إلى تاو نيوترينو. والتجربة تمت في تعاون علمي مشترك بين المؤسسة العلمية الأوروبية CERN في جينيف بسويسرا و «المختبر الوطني دل غران ساسو» (LNGS) في مدينة غران ساسو، بإيطاليا؛ وقد استخدمت التجربة النيوترينووات الناتجة في سيرن لتفقدها والكشف عنها في مختبر غران ساسو، فيما يُعرف بنيوترينوات غران ساسو CNGS. تبلغ المسافة بين المختبرين نحو 750 كيلومتر، والغرض معرفة: هل يصل نيوترينو تاو إلى مختبر ساسو كما هو أم سيتغير بسبب ذبذبته في الطريق؟
ويهدف إلى الكشف للمرة الأولى عن ظهور نيوترينو تاو من تذبذب نيوترينوات الميون خلال انتقالهم الذي يستغرق 3 ميلي ثانية من جنيف إلى غران ساسو.

## المكشاف
تجربة أوبيرا توجد في الصالة سي لمختبر غران ساسو تحت الأرض، وكانت قد انشئت بين عامي 2003 إلى 2008. النيوترينوات تاو الناتجة من تآثر النيوترينوات يمكن الكشف عنها بواسطة شرائح من أفلام هلامية تستخدم في الكشف عن الجسيمات النووية ومحمية من الخلف بألواح من الرصاص لحجب أي إشعاعات تشوشر على التجربة. مسارات الجسيمات النووية تظهر في الطبقة الهلامية للمكشافات بسبب تأيين الجسيمات للطبقة الهلامية أثناء مرورها فيها.
كان وزن هشرائح الكلي 3و8 كيلوجرام؛ وكانت وحدتين كبيرتين لأوبيرا تتكون من 150.000 شريحة موزعة على حوائل متوازية وموزع خلفها عددات وميضية. تتبع كل وحدة كبيرة مطياف مغناطيسي يستخدم لقياس سرعة الجسيمات الساقطة ونوع شحنتها الكهربية.

## تعيين زمن انتقال نيوترينوات الميون
يكاد علماء الفيزياء لا يصدقون اجهزتهم الا انهم يظنون انهم قاسوا جسيما أوليا تفوق سرعته سرعة الضوء مع ان نظرية اينشتاين تعتبرها «حدودا لا يمكن تجاوزها».
وتفيد قياسات اجراها خبراء في اطار الاختبار الدولي «اوبرا» ان نيوترينوات وهي جسيمات أولية للمادة، اجتازت 730 كيلومترا تفصل بين منشآت المركز الأوروبي للابحاث النووية (سيرن) في جنيف و «مختبر سان غراس» الموجود تحت الأرض في (إيطاليا) بسرعة 300006 كيلومترات في الثانية؛ أي 6 كيلومترات في الثانية أكثر من سرعة الضوء.
واوضح المركز الوطني الفرنسي للبحث العلمي "بكلام اخر: إذا كان لدينا (سباق للمسافات الطويلة بين الجسيم والضوء) على مسافة 730 كيلومترا فان النيوترينو ستجتاز خط الوصول متقدما 20 مترا" على الضوء على الرغم من أجتياز النيوترينو المسافة نفسها عبر قشرة الأرض " (لأن المكشاف موجود في مختبر تحت سطح الأرض).
النتيجة لم تأت ثمرة اختبار وحيد. فالنتائج التي نشرها سيرن والمركز الفرنسي هي ثمرة ثلاث سنوات من البيانات والمراقبة لاكثر من 15 ألف نيترينو مع هامش خطأ قياسي قدّروه بجزء من 10 مليارات من الثانية فقط.
واوضح «داريو اوتييرو» الباحث في معهد الفيزياء النووية في ليون والمسؤول عن تحليل قياسات اوبرا «لم نكن نتوقع كل هذا، امضينا ستة أشهر ونحن نكرر التجربة من الصفر في كل مرة».
وتمت الاستعانة بكبار الخبراء المستقلين لضبط اجهزة القياس وتم التأكد مرارا وتكرارا من المعطيات الطوبوغرافية ومن نفق الجزيئيات؛ حتى ان انحراف القارات وزلزال لاكويلا المدمر أخذ بالاعتبار.
وحاول العلماء الدوليون رصد أي قصور أو خلل في تجربتهم من دون التوصل إلى أي نتيجة مختلفة. فيبدو ان النيوترينو سافرت أسرع من الضوء متحدية في الوقت عينه نظرية اينشتاين حول النسبية!
وشدد المركز الوطني الفرنسي للبحث العلمي «نظرا إلى التأثير الهائل لنتيجة كهذه على الفيزياء فمن الضروري القيام بقياسات مستقلة وحينها يتم دحض النتيجة التي رصدت أو تأكيدها رسميا».
واضاف المركز الفرنسي «لذا فان الباحثين في اطار مشروع اوبرا رغبوا في اخضاع النتيجة لفحص اوسع من قبل اوساط الفيزيائيين» وقاموا بنشرها.
وفي حال تأكيد هذه القياسات فان انعاكساتها لا تزال تفوق الإدراك.
ويقول بيار بينيتروي مدير مختبر الجزيئيات الفلكية في باريس ان ذلك قد يعني «ان جزيئية قد وجدت طريقا مختصرا في بعد آخر» وانه يوجد في الكون أكثر من ابعاد أربعة (الابعاد الثلاثة التي يضاف اليها الزمن).
وهو يضيف «يمكن أيضا الا تكون سرعة الضوء هي الحدود» مشددا في الوقت ذاته على ان السرعة القياسية التي سجلها النيوترينو لا تعني بالضرورة ان «اينشتاين قد اخطأ».
ويؤكد ستفاروس كاتسانيفاس المدير المساعد لمعهد الفيزياء النووي ان «اينشتاين لم يثبت ان نيوتن اخطأ بل وجد نظرية أكثر شمولية» اضيفت إلى نظرية نيوتن.
وبالطريقة ذاتها فان اكتشاف «اوبرا» قد يعني ان نظرية ايشنتاين «قائمة في بعض المجالات لكن ثمة نظرية شمولية أكثر، مثل الدمى الروسية الصغيرة (..) تفتح حقولا جديدة».
ورحب علماء الفيزياء بالافاق الجديدة المحتملة الا انهم دعوا إلى أقصى درجات «الحذر» طالما «لم يقم نظام مختلف تماما بالتحقق» من القياسات على ما يقول داريو اوتييرو.
وهذا هو هدف مشروع «مينوس» في الولايات المتحدة الذي توصل قبل سنوات قليلة إلى نتيجة مماثلة لبرنامج اوبرا. لكن هامش الخطأ اعتبر يومها كبيرا جدا للقبول بالقياسات الا ان العلماء الاميركيين يعكفون الآن على اختبار جديد بدقة لا سابق لها. ويفترض ان يفضي إلى نتائج في غضون ثلاث سنوات على ما يقول ستافروس كاتسانيفاس.
في 31 مايو 2010، أعلن باحثو أوبيرا مراقبة أول حدث أو أول ظهور لمرشح تاو النيوترينو في حزمة نيوترينو الميون. في سبتمبر 2011، أعلنت OPERA اكتشاف سفر النيوترونات الميون أسرع من الضوء. قوبل الإعلان بتشكك من جانب مجتمع الفيزياء (وفريق OPERA نفسه)، مع المجموعات التجريبية الأخرى التي تخطط لمحاولة تكرار التجربة، وكذلك البحث عن أية أخطاء تجريبية التي قد يعول عليها.
لكن فريق تجربة OPERA قد اعترف بعدها خلال المؤتمر الدولي لفيزياء النيترينو والفيزياء الفلكية الذي نظم في كيوتو بوجود خطأ في التجربة، حيث وجدوا خللا في انظمة الربط بين الحاسوب وأجهزة تحديد المواقع، واعترفوا بأن النيترينو لم يتخطى سرعة الضوء، مما يتماشى مع النظرية النسبية لاينشتاين.

## شعاع النيوترينو
OPERA تحتاج إلى حزمة كثيفة وحيوية من النيوترونات الميون للسفر مسافة مئات الكيلومترات للكشف عن مظهر من النيوترونات تاو المتذبذبة. يتم إنتاج شعاع من هذا النوع من النيوترينوات عن طريق اصطدام البروتون المعجل مع الجرافيت كهدف للتصادم.وبعد تركيز الجسيمات المنتجة (بيون وكاون على وجه الخصوص) في الاتجاه المطلوب، وتتحلل تلك المنتجات سريعا وينتج منها الميونات والنيوترينوات، حيث تواصل السفر في الاتجاه نفسه كما فعلت الجسيمات الأصلية. النيوترونات الميونية التي تنتج بمثل هذه الطريقة في سيرن تمر خلال قشرة الأرض حيث تصل إلى أوبيرا بي مرز أ[حاث سا ساسو بإيطاليا بعد رحلة تقدر ب 732 كم.[بحاجة لمصدر]

## الكاشف
يقع OPERA في القاعة سى من مختبرات جران ساسو تحت الأرض. بدأ في بناؤها في عام 2003، واستكمل الجهاز في صيف 2008. وسيكون التاو الناتج من التفاعل بين نيوترونات التاو تحت الملاحظة، في البلوكات من أفلام ضوئية وهي تدعى ("nuclear emulsion") أي («مستحلب نووى») معشق مع صفائح الرصاص. كل لبنة أو بلوك لديه الوزن التقريبي 8.3 كلغ وكل إثنتان من سوبرموديول OPERA تحتويان على حوالي 150,000 بلوك تم ترتيبها متوازية في الجدران ومعشقة مع العدادات الوميضية (مادة تظهر وميض scintillation عند اصتدام جسيم فيها). ويتبع كل سوبرموديول مطيافا مغناطيسيا يعيّن زخم الجسيمات ونوع شحنتها الكهربية.
خلال جمع البيانات، هو علامة على التفاعل في الوقت الحقيقي النيوترينو التي scintillators والطيف، والتي توفر أيضا الموقع من البلوك حيث يكون تفاعل النيوترينو قد حدث. يتم استخراج هذه الجدران من البلوكات بشكل متزامن مع تهيئة المجال للشعاع للسماح بتطوير الفيلم، والمسح الضوئي لبحث طوبولوجي وحركية إضمحلال تاو.[بحاجة لمصدر]

## شذوذ النيوترينو وقت التحليق
في 23 سبتمبر 2011, فإن التعاون أ وب ي ر ا أعلن أن النيوترينوزونات قد لوحظ أنها تسافر من سيرن في چنيڤ إلى متتبع أ وب ي ر ا بسرعة تفوق سرعة الضوء. تم قياس وصوله الجسيمات إلى الكاشف بمعامل (v − c)/c = (2.28 ± 0.28 ± 0.30)×10−5 (ما يقرب من 1 في جزء 40000) قبل الوقت المتوقع إذا كانت تسافر بسرعة الضوء، كمغزى إحصائى أهمية 6.0 sigma (أو 99.9999998%). في فيزياء الجسيمات، المعيار الأساسى لاعلان الاكتشاف هو أهمية 5 - سيجما. وأوضح علماء تعاون أ وب ي ر ا ومنهم انطونيو إريديتاتو أن فريق أ وب ي ر ا«لم يمكنهم العثور على أي أثر فعال الذي يمكن أن يفسر نتيجة القياس.» وقال جيمس جيليس المتحدث باسم سيرن في 22 سبتمبر ايلول ان العلماء «دعوا المجتمع الأوسع للفيزياء أن ينظر إلى ما فعلوه وتمحيصه حقا بقدر كبير من التفصيل، وبشكل مثالي لأى شخص في مكان آخر في العالم لتكرار القياسات.» التجارب السابقة لم تكن قد اكتشفت أية حركة ذات دلالة إحصائية أسرع من الحركة الخفيفة، على سبيل المثال، في عام 2007 فيرميلاب للتعاون مينوس عن نتائج قياس الرحلة مرة والنيوترونات مما يعني أن سرعة الضوء التي تزيد بنسبة 1.8 سيغما. وكانت تلك القياسات تتوافق مع سفر النيوترونات بسرعة الضوء. المتحدثون الرسميون لكلا فيرميلاب وتجربة T2K أكدوا نواياهم لاختبار نتيجة أ وب ي ر ا في الأشهر المقبلة. وأشار فيرميلاب في رد فعل على اعلان أ وب ي ر ا التي يتم ترقية كاشفات للمشروع مينوس، وليس من المتوقع أن تظهر النتائج الجديدة حتى عام 2012 على الأقل.

## قراءات إضافية
- J. Ouellette (24 سبتمبر 2011). "Naughty 'Faster Than Light' Neutrinos a Reality?". قناة ديسكفري. مؤرشف من الأصل في 2012-11-08. اطلع عليه بتاريخ 2011-09-24.

## المواقع الخارجية
- Opera Main Page نسخة محفوظة 13 يوليو 2012 at Archive.is
- CNGS Neutrino beam at CERN
- CERN: First Appearance Of Tau Neutrino
- The appearance of the tau-neutrino
- OPERA publications